# Bettina Rheims
Bettina Rheims (Neuilly-sur-Seine, 1952. december 18. –) francia kortárs fotográfus.

## Élete
Jelenleg Párizsban él. Képei merész, provokatív jellegűek, amelyeknek központi témája az öntudatos nő alakja. Szélsőséges ábrázolási módokon mutatja be a nőiség mibenlétét, ami miatt sokan támadják is.
Eredetileg topmodellként kezdte pályát, majd újságíró volt, ezt követően kezdett el foglalkozni 1978-ban a fotográfiával. Munkáinak központi témája többnyire a nő, ezt helyezi sajátos szemszögbe, keverednek benne a pop, divat, a vallás és multikulturális elemek. Legelső munkái akrobata és sztriptíztáncos lányokról készült műtermi beállítások, majd később akt tanulmányokat készített, szintén kizárólag nőkről. Gondosan helyezi el modelljeit furcsa környezetbe, ezzel keltve egyszerre vágyat és zűrzavart. Képei erősen provokatívak és kétértelműek.
A művésznő rendszeresen készít reklám- és divatfotókat a legnagyobb magazinoknak. Párizs város fotográfiai nagydíját nyerte el 1994-ben.